# Black metal
Black metal – jeden z podgatunków heavy metalu, powstały na początku lat 80. XX wieku w wyniku ewolucji thrash metalu.
W latach 80. określenie „black metal” odnoszono do wszystkich zespołów mających satanistyczne teksty i otoczkę, bez względu na styl muzyczny. Black metal był czymś w rodzaju podgatunku występującego wśród ówczesnych gatunków metalu (jak heavy, speed metal czy thrash metal). Pionierem stylu był brytyjski zespół Venom, który wprowadził do heavy metalu elementy punk rocka i speed metalu. Inne zespoły to np. szwedzki Bathory, szwajcarskie Hellhammer oraz Celtic Frost. Formacje te łączone są z tzw. pierwszą falą black metalu.
Na przełomie lat 80. i 90. był to już odrębny gatunek operujący charakterystycznym „skrzekliwym” sposobem śpiewania i stylem zewnętrznym opartym na czarno-białym makijażu typu corpse paint, zapoczątkowanym przez Kinga Diamonda z duńskiego Mercyful Fate. W black metalu pojawił się za sprawą Deada (wokalista Mayhem). 
Zespoły drugiej fali black metalu z przełomu lat 80. i 90. to między innymi Darkthrone, Satyricon, Emperor, przede wszystkim zaś Mayhem, który debiutował w 1987 EP-ką Deathcrush.

## Charakterystyka gatunku

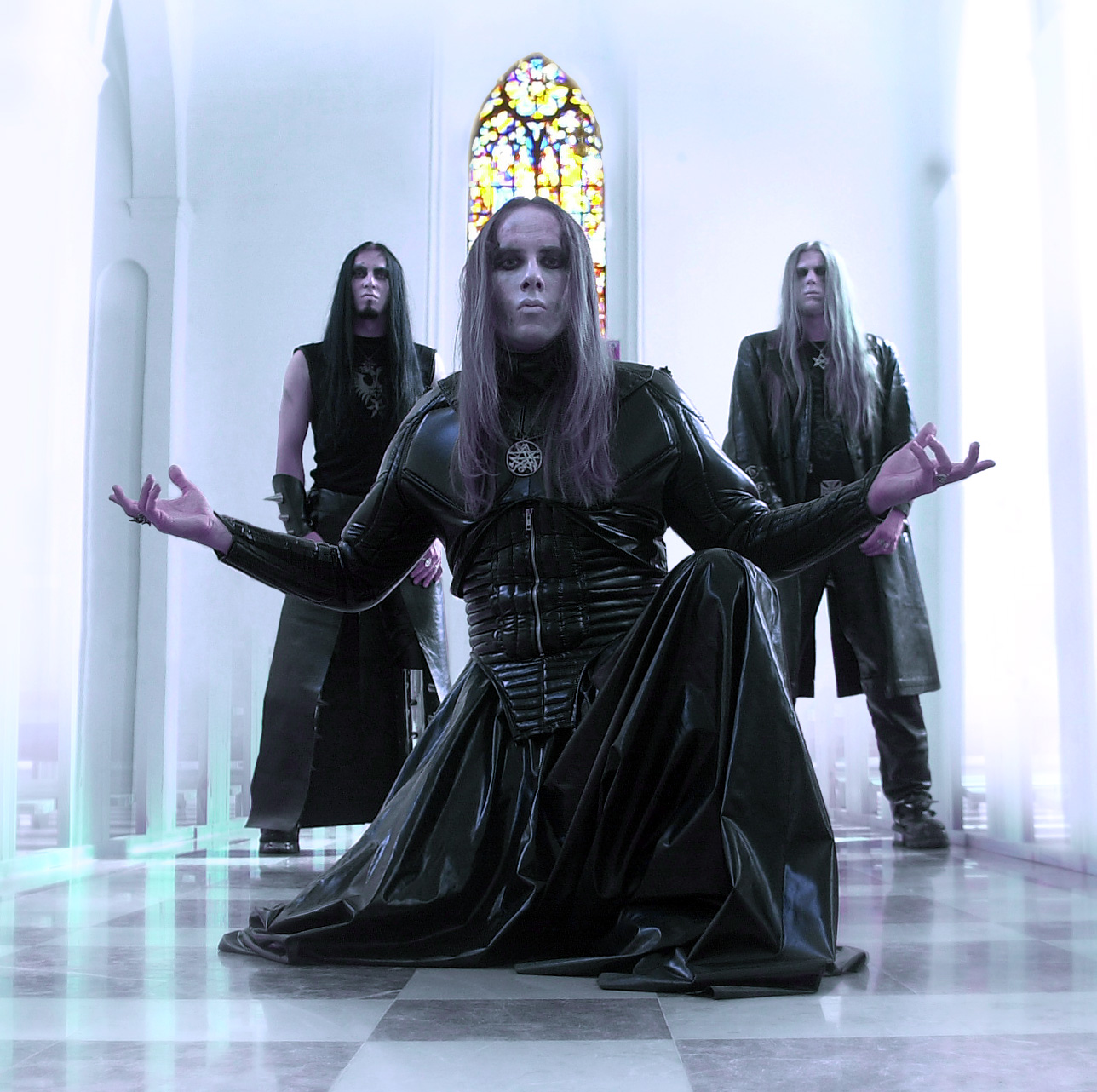
Behemoth

Black metal muzycznie bazuje na dźwiękach silnie przesterowanych, często przechodzących w tremolo, szybkich, szesnastkowych partii gitar oraz na szybkim rytmie perkusji (tzw. blast beats). Wokaliści posługują się niskim, gardłowym, warczącym lub skrzeczącym głosem – growlem. Brzmienie uzyskiwane przez zespoły tego gatunku jest surowe, posępne i złowrogie. Utwory blackmetalowe mają nierzadko konstrukcję odbiegającą od tradycyjnych zasad kompozycyjnych z podziałem na zwrotki i refreny. 
W warstwie tekstowej dominują motywy satanistyczne, antychrześcijańskie, pogańskie i okultystyczne. Rzadziej pojawia się ateizm, nihilizm, depresja, mizantropia, tematyka wojenna czy apokaliptyczna. Osobną grupę tworzą zespoły nawiązujące do ideologii narodowosocjalistycznej.
Jedną z form blackmetalowej ekspresji jest tzw. corpse paint, rodzaj czarno-białego makijażu, stosowanego zarówno przez muzyków, jak i przez fanów na koncertach.

### Depressive black metal
Depressive black metal, zwany także suicidal black metal i DSBM, jest to podgatunek black metalu, którego cechą charakterystyczną jest wolne (w porównaniu do typowego black metalu) tempo oraz przygnębiające melodie. Czasem zauważa się wpływy doom metalu (Nocturnal Depression, Defuntos), zimnej fali (Xasthur) czy ambientu (Deep-pression, Striborg). Teksty dotyczą marności życia, smutku, a w skrajnych przypadkach nienawiści do ludzkości oraz samobójstw. Za prekursorów sceny uważa się projekty takie jak Silencer, Bethlehem, Luror czy Mütiilation.

### Ambient black metal
Ambient black metal, podobnie jak pochodny mu atmospheric black metal oraz depressive black metal, są częścią tej samej sceny muzycznej. Za prekursora ambient także uważa się Burzum, w szczególności albumy Hvis Lyset Tar Oss oraz Filosofem. Innymi wpływowymi wykonawcami, którzy przyczynili się do rozwoju podgatunku, są Summoning, Paysage d’Hiver, Lunar Aurora, Blut Aus Nord czy Darkspace. 
Tematyką utworów są głównie: natura, ludzkie emocje, czas i filozofia. Oprócz obecnego w samej nazwie ambientu, zaobserwować można wpływy gatunków takich jak post-rock (Alcest, Fen) czy muzyka neoklasyczna (A Forest of Stars, Urfaust). Utwory są długie, trwają średnio 6–7 minut, czasem osiągając 20, a nawet 30 minut. Dominują powolne lub średniej szybkości tempa.

## Geneza
Za pierwszy zespół blackmetalowy uchodzi angielski Venom. Bardziej jest to jednak protoplasta wizerunku, używanej symboliki oraz charakterystycznych tekstów utworów niż samej muzyki i brzmienia. Drugi album Venom, Black Metal, dał nazwę całemu nurtowi.
Zespołami, które w pierwszej połowie lat 80. położyły podwaliny pod gatunek są szwedzki Bathory, norweski Mayhem oraz szwajcarski Hellhammer, który przekształcił się w Celtic Frost. W latach 90. centrum gatunku stała się Skandynawia, zwłaszcza zaś Norwegia, z której pochodzą zespoły Burzum, Darkthrone, Gorgoroth, Immortal, Dimmu Borgir, Emperor i Satyricon. Ze Szwecji wywodzą się grupy Marduk i Dark Funeral, z Finlandii – Impaled Nazarene i Beherit.
W kolejnych latach nurt rozprzestrzenił się po całej Europie, a nawet świecie. Pomimo różnic stylistycznych wiele zespołów przyznaje się do grania tego właśnie gatunku muzyki. Są wśród nich Graveland z Polski, Nargaroth z Niemiec, Lucifugum z Ukrainy, Enthroned z Belgii, Negură Bunget z Rumunii, Rotting Christ i Varathron z Grecji, Absu ze Stanów Zjednoczonych, Blasphemy z Kanady, Sarcófago z Brazylii czy Al-Namrood z Arabii Saudyjskiej.

## Black metal w Polsce
Gatunek dotarł do Polski w połowie lat 80., głównie za sprawą łódzkiego zespołu Imperator, wzorującego się na twórczości Bathory i Celtic Frost.
Ważnym odniesieniem dla polskiej sceny była wczesna twórczość katowickiej grupy Kat, wykonującej muzykę z pogranicza black i thrash metalu. W pierwszych latach istnienia zespół przyjmował satanistyczny wizerunek i posługiwał się tekstami typowymi dla black metalu. Kat uchodzi obecnie za najważniejszy polski zespół pierwszej fali black metalu. Grupa próbowała zaistnieć w Europie Zachodniej, wydając w Belgii płytę Metal and Hell (1986). 
Późniejsze zespoły tego gatunku to Behemoth (debiutował kasetą demo Endless Damnation w 1992, później nieco zmienił stylistykę), Graveland (również debiut w 1992 – demo Necromanteion), Christ Agony (debiut 1990), Arkona, a także Infernum, Xantotol i Mysteries. Głównymi inspiracjami dla pierwszych zespołów była scena skandynawska, w szczególności Bathory, Mayhem oraz Darkthrone.
Obecnie najbardziej znanymi zespołami polskiej sceny blackmetalowej są obok Behemotha i Arkony Mgła, Furia, Massemord, Batushka, Kriegsmaschine, Blaze of Perdition, Besatt, Infernal War, Iperyt, Morowe, Nekron oraz Medico Peste.

## Kontrowersje

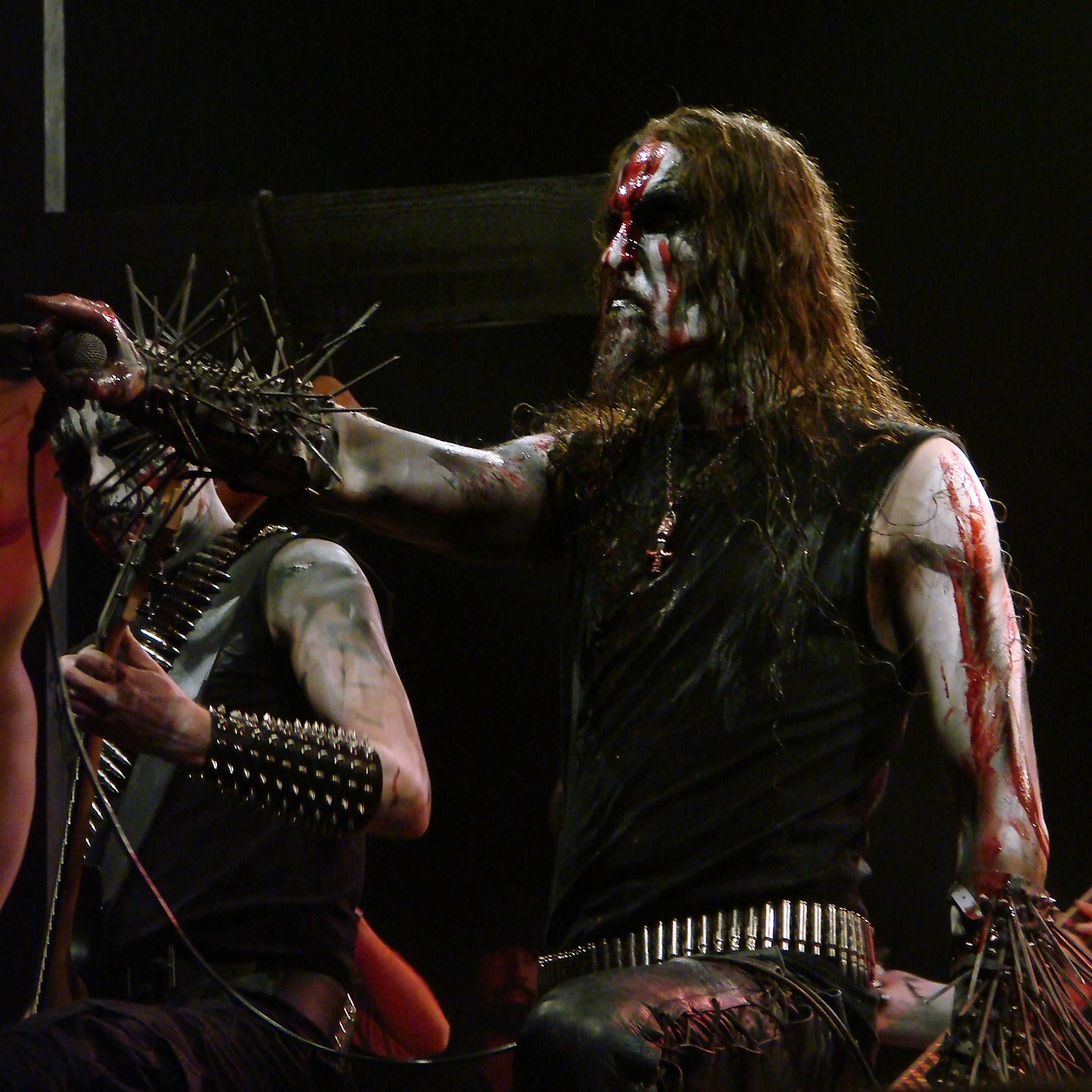
Wizerunek sceniczny muzyków blackmetalowych. Gaahl (2009)

Niektóre zespoły blackmetalowe nawiązują w swojej twórczości do ideologii nazistowskiej. Nurt ten, znany jako narodowo-socjalistyczny black metal (skr. NSBM), odwołuje się do rasizmu, głosząc wyższość „rasy aryjskiej” nad innymi rasami, postuluje „czystość krwi”. Często manifestuje wrogość wobec chrześcijaństwa, antysemityzm, powrót do pogaństwa i rodzimowierstwa. Narodowo-socjalistyczny black metal pojawił się w latach 90. i stanowi niewielki odsetek zespołów tego gatunku. 
Nastroje antychrześcijańskie w środowisku blackmetalowym dały o sobie znać szczególnie silnie w latach 90. w Norwegii. Od 1992 do 1996 doszło tam do ok. pięćdziesięciu podpaleń kościołów chrześcijańskich. 6 czerwca 1992 doszczętnie spłonął zabytkowy kościół Fantoft stavkirke w okolicach Bergen. Podpalił go Varg Vikernes, muzyk działający w najważniejszych blackmetalowych projektach muzycznych tego czasu: Mayhem, Darkthrone oraz Burzum. Vikernes dokonał również podpaleń innych kościołów, a ruiny spalonej świątyni Fantoft umieścił na okładce płyty Aske z 1993. Muzyk został skazany za morderstwo członka Mayhem, Øysteina Aarsetha, a także za podpalenia kościołów, na karę 21 lat więzienia.
Stosunek do podpaleń podzielił środowisko. Wielu muzyków zdecydowanie odcięło się od takich działań, niektórzy jednak są im przychylni, a nawet otwarcie nawołują do kolejnych podpaleń. Gaahl, wokalista grupy Gorgoroth, w rozmowie zarejestrowanej przez norweską telewizję NRK 1, powiedział:
To jedna z tych rzeczy, które popieram w stu procentach i uważam, że takich podpaleń powinno być znacznie więcej w przyszłości. Musimy zniszczyć wszystkie formy chrześcijańskiej i semickiej religii, jakie znajdują się na świecie. Jedynie satanizm daje każdemu człowiekowi wolność.
Osobną kategorię tworzy nurt pagan black metalu, który pojawił się pod koniec lat osiemdziesiątych. Zapoczątkowała go grupa Bathory, grająca wcześniej klasyczny black metal. Ten typ muzyki rozwijał się dynamicznie w latach 90.